# Böndör Pál
Böndör Pál (Újvidék, 1947. szeptember 28. – 2020. október 5. vagy előtte) költő, író, műfordító, dramaturg.

## Életpályája
Szülővárosában végezte iskoláit, majd az Újvidéki Egyetemen tanult magyar nyelv és irodalom szakon. 1970–1980 között programozóként dolgozott. 1979 óta Temerinben lakott. 1980–1999 között az Újvidéki Rádióban dramaturgként, majd 2012-ig irodalmi szerkesztőként működött, ekkor nyugdíjba vonult. 
A középiskola óta ír folyóiratoknak, újságoknak, a Vajdaságban és Magyarországon is.

## Kötetei
- Eső lesz (versek), Forum Könyvkiadó, Újvidék, 1970
- Karszt (versek), Forum Könyvkiadó, Újvidék, 1974
- Vérkép (versek), Forum Könyvkiadó, Újvidék, 1978
- Versek / Pesme; vál., utószó Utasi Csaba, szerbre ford. Vickó Árpád; Narodna knjiga, Beograd, 1978 (Modern jugoszláviai magyar irodalom "Naši vidici" könyvtár)
- Vígeposz (vers), Forum Könyvkiadó, Újvidék, 1982
- Jégverés (versek), Forum Könyvkiadó, Újvidék, 1985
- A krupié kiosztja önmagát (versek), Forum Könyvkiadó, Újvidék, 1986
- Ebihalak (ifjúsági regény), Forum Könyvkiadó, Újvidék, 1987
- A gázló (versek), Forum Könyvkiadó, Újvidék, 1989
- Örökhatbé (gyermekversek), Forum Könyvkiadó, Újvidék, 1992
- Tegnap egyszerűbb volt (versek 1989-1991), Forum Könyvkiadó, Újvidék, 1993
- Eleai tanítvány (vál. és új versek), Forum Könyvkiadó Kft., Újvidék, 1997
- A változásom könyve (versek), Forum Könyvkiadó Kft., Újvidék, 1999
- Kóros elváltozások (versek), Forum Könyvkiadó Kft., Újvidék, 2003
- A holdfény árnyékában. Rádiószínház, kész kisregény; Nyitott Könyvműhely, Budapest, 2011
- Bender & Tsa. Egy vers végjegyzetei; Forum, Újvidék, 2014
- Finis (egybegyűjtött versek), Forum Könyvkiadó Intézet, Újvidék, 2017
- Vásárlási lázgörbe. Verses elbeszélés; Forum – Pesti kalligram, 2019

## Díjai
- 1973: Sinkó-díj
- 1993, 1999: Híd Irodalmi Díj
- 2004: Koncz István-díj
- 2014: Szenteleky Kornél Irodalmi Díj